# Martinroda (Ilm-Kreis)
Martinroda è un comune di 1 183 abitanti della Turingia, in Germania.
Appartiene al circondario dell'Ilm (targa IK) ed è parte della comunità amministrativa (Verwaltungsgemeinschaft) di Geratal.